# しし座ラムダ星
しし座λ星（ししざラムダせい、λ Leo / λ Leonis）は、しし座の恒星で4等星。

## 特徴
おうし座のアルデバランとよく似通っており、絶対等級ではわずかにこの星のほうが明るいが、地球からの距離がずっと遠いため25倍ほど暗く見える。やがてミラのような長周期の変光星となると考えられている。

## 名称
固有名のアルテルフ (Alterf) は、この星とかに座ξ星からなるイスラムの28月宿の第9月宿の名前で、アラビア語で「一瞥」を意味する al-ṭarf に由来する。これは、アラビアのアステリズム al-asad（ライオン）の目の部分に当たったことから付けられた名前である。2017年2月1日、国際天文学連合の恒星の固有名に関するワーキンググループは、Alterf をしし座λ星の固有名として正式に承認した。